# Kotila (Baitadi)
Kotila (nep. कोटिला) – gaun wikas samiti w zachodniej części Nepalu w strefie Mahakali w dystrykcie Baitadi. Według nepalskiego spisu powszechnego z 2011 roku liczył on 609 gospodarstw domowych i 3639 mieszkańców (1907 kobiet i 1732 mężczyzn).